# ایرج اعتصام
ایرج اعتصام (۱ بهمن ۱۳۰۹ – ۲۸ آذر ۱۴۰۱) معمار معاصر ایرانی بود. او که طراح و معمار پارک ملت تهران و پارک کوروش است از استادان پیش‌کسوت رشتهٔ معماری در ایران بود.

## زندگی‌نامه
ایرج اعتصام، متولد ۱۳۰۹ در شهر گرگان بود. او مدرک دکترای معماری را از دانشگاه فلورانس ۱۳۳۹ گرفته بود.
اعتصام از سال ۱۳۵۰ کارشناس ارشد طرح‌ریزی منطقه‌ای سازمان ملل متحد و همچنین از سال ۱۳۵۲ عضو کانون کارشناسان رسمی دادگستری بود.
وی تا زمان مرگ عضویت‌های بی‌شماری در زمینه فعالیت‌های مسکن، انجمن بین‌المللی مطالعات محیط‌های سنتی، انجمن معماران و انجمن شهرسازان آمریکا، جوامع بین‌المللی یونان، فدراسیون بین‌المللی مسکن و طرح‌ریزی، لاهه، هلند، هیئت امناء انجمن مفاخر معماری ایران و… داشت.
از مسئولیت‌های وی می‌توان به دانشیاری دانشگاه ملی ایران، دانشیاری دانشگاه تهران، رئیس دفتر فنی دانشکده هنرهای زیبا دانشگاه تهران، مؤسس و مدیرعامل مهندسین مشاور امکو، استاد معماری و شهرسازی دانشگاه تهران، مشاور عالی و محقق برای مهندسین مشاور امکو و مؤسسه بین‌المللی دوکسیادیس، استاد مدعو در دانشگاه واشینگتن در سیاتل، محقق مرکز مطالعات شهری دانشگاه کالیفرنیا در برکلی، مدرس دانشگاه برکلی آمریکا و… اشاره کرد.
از طرح‌ها و پروژه‌هایی اعتصام می‌توان به مجموعه شاه چراغ، شیراز- پردیسه دانشگاه سیستان و بلوچستان- پارک، تهران / شهر جدید لتیان، تهران- مجموعه‌های جهانگردی محلات، سرعین اردبیل، لاهیجان- طرح اولیه مجموعه سن تروپه، جنوب فرانسه- مجموعه‌های مسکونی و خانه‌های ویلایی در سیاتل، سن خوزه، سن فرانسیسکو، لی آنجلس، آمریکا- مجموعه هفت بلوک اداری در بل ویو، واشینگتن- مجموعه ساختمانی حجاج در مدینه منوره، عربستان سعودی و… اشاره کرد.
از تألیف ایشان هم می‌توان به ترجمه کتاب عقاب دو سر، از گذشته تا آینده اسکان بشر اثر کنستانتین دکسپادیس، سال ۱۳۷۷،
ترجمه کتاب معماری اسلامی، فرم، عملکرد و معنی اثر رابرت هیلن براند، سال ۱۳۷۷ و مقالات متعدد در مجلات تخصصی داخلی و خارجی و.. اشاره کرد.

## تحصیلات
ایرج اعتصام دارای مدرک دکترای معماری از دانشگاه فلورانس در سال ۱۳۳۹ بوده و کارشناس ارشد طرح‌ریزی منطقه‌ای سازمان ملل متحد از ۱۳۵۰ و عضو کانون کارشناسان رسمی دادگستری از ۱۳۵۲ بود.

## عناوین و سمت‌ها
همکاری با مهندسین مشاور نقش جهان پارس از ۱۳۷۳
مؤسس و مدیرعامل مؤسسه اعتصام و همکاران از ۱۳۷۶
عضو سازمان نظام مهندسی ساختمان استان تهران
عضو فدراسیون بین‌المللی مسکن و طرح‌ریزی، لاهه، هلند
عضو انجمن بین‌المللی علوم مسکن، میامی، فلوریدا
عضو جامعه بین‌المللی اکیس تیکس، آتن، یونان
عضو انجمن بین‌المللی مطالعات محیط‌های سنتی، برکلی، آمریکا
عضو انجمن معماران و انجمن شهرسازان آمریکا
عضو هیئت امناء انجمن مفاخر معماری ایران

## مشاغل و مسئولیت‌ها
دانشیار دانشگاه ملی ایران ۱۳۴۳–۱۳۳۹
دانشیار دانشگاه تهران ۱۳۴۶–۱۳۴۰
رئیس دفتر فنی دانشکده هنرهای زیبا دانشگاه تهران ۱۳۴۷–۱۳۴۲
مؤسس و مدیرعامل مهندسین مشاور امکو ۱۳۴۶–۱۳۴۳
استاد معماری و شهرسازی دانشگاه تهران ۱۳۵۷–۱۳۴۶ و ۱۳۷۹–۱۳۶۸
مشاور عالی و محقق برای مهندسین مشاور امکو و مؤسسه بین‌المللی دوکسیادیس ۱۳۴۶–۱۳۵۳
مدیر گروه آموزشی شهرسازی دانشگاه تهران ۵۰–۱۳۴۸ و ۵۳–۱۳۵۱ و ۷۸–۱۳۷۶
عضو هیئت ممیزه دانشگاه تهران ۱۳۵۱–۱۳۴۸ و ۱۳۷۶–۱۳۷۴
معاون دانشکده هنرهای زیبا ۱۳۵۳–۱۳۵۱
مدرس طرح‌ریزی شهری و منطقه‌ای در دانشگاه اشتتین لهستان ۱۳۵۰
عضو شورای دانشگاه تهران ۱۳۵۳–۱۳۵۱
استاد مدعو در دانشگاه واشینگتن در سیاتل ۱۳۵۱ و ۱۳۶۰–۱۳۵۸
مدیرعامل و رئیس هیئت مدیره مهندسین مشاور امکو ۱۳۵۷–۱۳۵۳
محقق مرکز مطالعات شهری دانشگاه کالیفرنیا در برکلی ۱۳۵۸–۱۳۵۷
مؤسس و مدیرعامل مهندسین مشاور فوروم اینترنشنال، سیاتل، لس آنجلس ۱۳۶۸–۱۳۵۹
عضو شورای تحصیلات تکمیلی دانشگاه تهران ۱۳۷۵–۱۳۷۰
سرپرست تحصیلات تکمیلی دانشکده هنرهای زیبا دانشگاه تهران ۱۳۷۵–۱۳۷۰
مدرس دانشگاه برکلی آمریکا ۱۳۷۹–۱۳۷۸
استاد دانشگاه آزاد اسلامی واحد علوم و تحقیقات تهران در مقطع دکتری
مدیر گروه معماری دانشگاه آزاد اسلامی واحد علوم و تحقیقات تهران در مقطع دکتری تا سال ۱۳۹۶

## فعالیت‌ها
مدیریت و طراحی پروژه‌های:
مجموعه شاه چراغ، شیراز
پردیس دانشگاه سیستان و بلوچستان
پارک، تهران / شهر جدید لتیان، تهران
مجموعه‌های جهانگردی محلات، سرعین اردبیل، لاهیجان
طرح منطقه‌ای و توریستی کرانه‌های دریای خزر
طرح جامع شیراز، کازرون، زنجان، ساری، گرگان
طرح اولیه مجموعه سن تروپه، جنوب فرانسه
مجموعه‌های مسکونی و خانه‌های ویلایی در سیاتل، سن خوزه، سن فرانسیسکو، لی آنجلس، آمریکا
مجموعه هفت بلوک اداری در بل ویو، واشینگتن
مجموعه ساختمانی حجاج در مدینه منوره، عربستان سعودی
بازسازی محل اقامت نمایندگی دائم ایران در سازمان ملل - نیویورک
و ده‌ها مجموعه مسکونی و اداری

## آثار

### ترجمه
- ترجمه کتاب عقاب دو سر، از گذشته تا آینده اسکان بشر اثر کنستانتین دکسپادیس، انتشارات مولین جم ۱۳۷۷
- ترجمه کتاب معماری اسلامی، فرم، عملکرد و معنی اثر رابرت هیلن براند، انتشارات پردازش و برنامه‌ریزی شهری شهرداری تهران ۱۳۷۷

### تألیف
- - کتاب معماری معاصر ایران و جهان در دست تدوین
- مقالات متعدد در مجلات تخصصی داخلی و خارجی